# Кёнджу (станция)
«Кёнджу́» (кор. 경주) — железнодорожная станция Корейской железной дороги на высокоскоростной железнодорожной линии Кёнбу. Расположена в городе Кёнджу провинции Кёнсан-пукто, Республика Корея. Станция была открыта 1 ноября 2010 года.
| Предыдущая станция                                                | Корейские высокоскоростные железные дороги | Следующая станция                  |
| ----------------------------------------------------------------- | ------------------------------------------ | ---------------------------------- |
| Тондэгу в сторону Сеула, Хэнсина, Международного аэропорта Инчхон | Высокоскоростная железная дорога Кёнбу     | Ульсан (Тхондоса) в сторону Пусана |

На высокоскоростном поезде KTX время в пути от Сеула до Кёнджу занимает 2 часа, от Кёнджу до Пусана 30 минут. В день через станцию Кёнджу проходит обычно 20 поездов.

## История
Ранее эта станция называлась «Синкёнджу», что означает «Новая (станция) Кёнджу». 